# Draža Mihailović
Dragoljub "Draža" Mihailović (magyarul ejtve:  Dragolyub "Drázsá" Mihailovićs, szerb cirill betűkkel: Драгољуб Дража Михаиловић), becenevén Čiča Draža (Draža bácsi), (Ivanjica, 1893. április 27. – Belgrád, 1946. július 17.) a királyi Jugoszlávia katonai vezérkari tisztje, valamint a második világháború idején csetnikvezér volt. 1941-ben, a jugoszláv emigráns kormány hadügyminiszternek nevezte ki. 1943-ig töltötte be hivatalát, melyet valójában soha sem gyakorolt.
Királypárti, szerb nacionalistaként Mihailović arra törekedett, hogy újjáalakítsa a Jugoszláv Királyságot, illetve hogy létrehozza Nagy-Jugoszláviát egy etnikailag tiszta Nagy-Szerbiával, mely magába foglalta volna Macedóniát, Koszovót, Montenegrót, Boszniát, Hercegovinát, a Szerémséget, a Bánságot, Bácskát és a mai Horvátország jelentős részét is.
A háború után a jugoszláv hatóságok kollaborációért és háborús bűnösként vádat emeltek ellene, majd kivégezték.
2015 májusában, a szerbiai Semmisítőszék, amely a legfelsőbb fellebbviteli bíróság, egy vitatott döntés értelmében rehabilitáltatta.

## Élete
Dragoljub "Draža" Mihailović 1893. április 27-én született Ivanjicában, Mihailo és Smiljana gyermekeként. Apja bírósági hivatalnok volt. Hétéves korában árván maradt, így apai nagybátyja nevelte Belgrádban. Mivel mindkét nagybátyja katonatiszt volt, Mihailović maga is a Szerb Katonai Akadémiára jelentkezett. A szerb hadsereg kadétjaként harcolt az 1912–13-as Balkán-háborúkban. Az első Balkán-háború végén, 1913 májusában ezüst vitézségi éremmel tüntették ki. A második Balkán-háború végén – melynek során főként az albán határ mentén szolgált – másodhadnagyi rangot szerzett. Az első világháborúban is szolgált, valamint részt vett a szerb hadsereg 1915-ös Albánián keresztüli visszavonulásában. A szaloniki fronton elért eredményeiért számos kitüntetést kapott. A háborút követően a Szerb–Horvát–Szlovén Királyság királyi gárdájának a tagja lett, viszont 1920-ban egy nyilvános politikai vita miatt el kellett hagynia ezt a posztot. Ezt követően Szkopjében állomásoztatták. 1921-ben felvették a belgrádi Felső Katonai Akadémiára. 1923-ban fejezte tanulmányait, majd több különböző funkciót töltött be. Többek között katonai attasé volt, előbb Szófiában, majd Prágában.

## A második világháborúban

### 1941
A Jugoszlávia elleni inváziót megelőzően Mihailović a Drávai Bánságban (mai Szlovénia), Celjében állomásozott. Maga az invázió idején az észak-boszniai, második jugoszláv hadsereg vezérkari segédje volt. Röviddel az 1941. április 17-ei kapituláció előtt ő lett a második hadsereg vezérkari főnöke. A hadifogságot elkerülve, tisztjeinek és katonáinak egy csoportjával a szerbiai Ravna gora hegyvidéken húzódott meg. Itt május 8-án parancsnokságot alapított. Szerbiában és Montenegróban támogatókat gyűjtött, majd 1941 augusztusában megalapította a Központi Nemzeti Bizottságot. Így jött létre a Ravna gora-i (katona-politikai) mozgalom.
Tevékenységével egy olyan ellenállási mozgalmat akart létrehozni, mely a nyugati szövetségesek ellentámadásakor, a megfelelő pillanatban űzi ki majd a megszállókat. Eleinte nem helyeselte a fegyveres ellenállást, hanem inkább a fegyverkezést és a kivárást részesítette előnyben.
Ugyanakkor, Draža csoportosulása mellett Szerbia és Jugoszlávia többi részén megalakult a Jugoszláv Kommunista Párt által kezdeményezett partizán mozgalom (Népi Felszabadító Mozgalom) is. Mivel azonos volt a megszállóval szembeni ellenállásuk, Draža Mihailović és Josip Broz Tito az ősz folyamán kétszer is tárgyalt. Az első találkozón, a partizán és a csetnik frakciók egy laza együttműködésében állapodtak meg, viszont a második találkozó alkalmával Draža másodjára is elutasította a megszállók elleni aktív harcot.
Egyes történész értelmezések szerint Tito és Draža Mihailović találkozójának oka nem a polgárháború elkerülése vagy a megszállóval szembeni közös ellenállás volt. Tulajdonképpen, két külön mozgalom megléte Jugoszláviában nem felelt meg sem a Szovjetuniónak, sem Nagy-Britanniának, akik közösen próbáltak nyomást gyakorolni mindkét félre, hogy kössenek megállapodást és működjenek együtt..
Függetlenül a találkozó valós okától, végül november 1-jén a csetnikek Užicében megtámadták a partizánokat és katasztrofális vereséget szenvedtek tőlük. Draža fegyverszünetet kötött Titóval, majd a németekkel titokban megállapodott arról, hogy együttműködik a partizánok elleni harcban. Annak érdekében, hogy a németek ne tartsák őt ellenségnek, Draža egységei többségét formálisan Nedić parancsnoksága alá helyezte, de a gyakorlatban ő irányított.

### 1942
Januárban, Mihailović Szerbiából és Montenegróba vonult. Január 11-én, II. Péter jugoszláv király (aki kormányával együtt londoni száműzetésben volt) Mihailovićot a hadsereg, a haditengerészet és a légierő miniszterévé nevezte ki, valamint csetnikjeit hazai jugoszláv hadseregnek nyilvánította. Ekkor a nyugati szövetségesek még tévesen, ellenálló erőknek tartották a csetnikeket, akik hősiességét és különösen vezetőjük, Draža Mihailović személyét erőteljesen népszerűsítette az amerikai és brit média.
Augusztus 19-én Mihailović támadást rendelt el Foča városa ellen, melyet akkor a Független Horvát Állam hadserege tartott. A várost elfoglalva a csetnikek soha nem látott mészárlást követtek el a muszlim lakosság körében. Két-háromezer muszlimot öltek meg. Ezt követően olasz csapatok léptek be a városba, és megakadályozták az usztasák ellentámadását.

### 1943
Márciusban, Mihailović személyes vezénylésével a csetnikek (20 000 ember) a németeket, olaszokat és usztasák oldalán segédkeztek a Neretvánál zajló partizánellenes harcokban. Miután a partizánok megtévesztették a németeket, azok a csetnikektől várták a partizánok elpusztítását. Azonban, a Kalinovnik és Nevesinje közeli csatákban a csetnik erők teljes vereséget szenvedtek. A balkáni német erők parancsnoka, Alexander Löhr tábornok arról tájékoztatta a német főparancsnokságot, hogy Draža Mihailović viseli a kudarc fő okát és hogy katonai parancsnokként teljes kudarcot vallott.
Áprilisban Mihailović visszatért Szerbiába. A Független Horvát Állam területén a csetnikek kisebb csoportokra oszlanak, melyeket a partizánok felszámolnak vagy elszigetelnek, így azok az olaszok, németek, sőt usztasák közvetlen segítségétől függenek. Mihailović igyekszik biztosítani a hatalmát Szerbia és Montenegró felett.
Idővel a nyugati szövetségesek körében egyre inkább tudatosult a tény, hogy a csetnikek nem a megszálló erők ellen harcolnak, hanem pont ellenkezőleg, együttműködnek velük a partizánok ellen. A nyugati szövetségesek nyomást gyakoroltak a jugoszláv emigráns kormányra, hogy az rendezze Mihailović személye körül kialakult helyzetet. Május 11-én a kormány utasítást küldött Draža Mihailovićnak, hogy a megszállókkal és quisling Nedićtyel függessze fel az együttműködést, valamint alakítson ki békés kapcsolatot a partizánokkal.
Május 15-én megérkezett az első amerikai katonai misszió Draža Mihailović főhadiszállására (a britek 1941 óta voltak jelen).
Mivel a csetnikek már nem is rejtegették a kollaborációt, november 28-án a szövetségesek végül úgy döntöttek, hogy megtagadják Mihailović és csetnikjei további támogatását. A szövetségesek ettől kezdve a Josip Broz Tito vezette partizánoknak nyújtottak teljes körű segítséget.

### 1944
Január közepén Draža Mihailović a Ba nevű faluban megszervezte az ún Szent Száva Kongresszust. A kongresszus szándéka az volt, hogy azt formálisan "összjugoszláv" összejövetelként, a csetnikeket pedig Jugoszlávia valamennyi népének közös hadseregeként igyekezzen bemutatni.
Tekintettel a kommunista partizánmozgalom növekvő erejére, ez a kísérlet, egy szélesebb politikai bázis létrehozására reménytelen volt.
Felismerve, hogy a csetnikek kollaboráltak, a szövetségesek tovább gyakoroltak nyomást Péter királyra és a londoni emigráns kormányra, kérve őket hogy véglegesen határolódjanak el Mihailovićtól és hogy kössenek megállapodást Titóval. A király engedett és 1944. június közepén Šubašić miniszterelnök megállapodást írt alá Titóval Vis szigetén.
Szembesülve a németek fokozatos visszavonulásával, valamint a Vörös Hadsereg közeledésével, Mihailović szeptember 1-jén általános mozgósítást hirdetett, de csak csekély számú ember válaszolt rá. A csetnikek súlyos veszteségeket szenvednek (különösen Kopaonik és Zlatibor területén), számos az elesett és fogságba esett, valamint dezertőr. Októberben Mihailović a megmaradt sereggel Szandzsákon keresztül Boszniába vonult.
Draža 1944/1945 telét Észak-Boszniában töltötte, amely még a németek ellenőrzése alatt állt (a németek fenntartották a Szarajevó és Bosanski Brod közötti összeköttetést).

### 1945
Mihailović vonakodik nyugat felé, a Független Horvát Államon keresztül visszavonulni. Tévesen úgy vélte és abban reménykedett, hogy tavasszal kommunistaellenes felkelés lesz Szerbiában.

## A háború után
A háború után Mihailović Kelet-Boszniában bujkált és a többi csetnik vezetővel ellenben nem menekült nyugatra. Végül 1946. március 12-én, valószínűleg egyik hűséges embere, Nikola Kalabić segítségével fogták el az OZNA (Népvédelmi Hivatal) ügynökei Višegrad közelében. A letartóztatási akciót Jovo Kapičić, az UDBA (Államvédelmi Igazgatóság) tábornoka koordinálta.
Mihailovićot hazaárulással és háborús bűnökkel vádolták meg. A tárgyalást 1946. június 10. és 15. között tartották. A fellebbezés elutasítása után, 1946. július 17-én Mihailovićot és további nyolc tisztet végezték ki Lisiči Potok nevű helyen, mely mintegy 200 méterre a van belgrádi királyi palotától. A holttesteket a kivégzés helyén, jelöletlen sírba temették.

## Etnikai tisztogatások
A csetnikek, a háború alatt számos bűncselekményt követtek el, közvetlenül vagy közvetve a mozgalom vezetőjétől, Mihailovićtól kapott utasítások szerint. A beosztott parancsnokok rendszeresen küldtek jelentést Mihailovićnak a megölt férfiak, nők, katolikus papok, muszlim imámok, lerombolt és felgyújtott templomok, mecsetek és falvak számával. Ezek a bűncselekmények nem spontán jelleggel történtek, hanem meg voltak tervezve, mint ahogy azt Draža Mihailović célul tűzte ki az Instrukcije (Útmutatások) című iratban. Nagy-Szerbia létrehozásának eszközeként, többnyire boszniai és szandzsáki muszlimok, valamint horvátok estek áldozatul a szisztematikus népirtásnak. A bűncselekményeket a horvátok ellen, Dalmácia hátországában, Lika keleti részén és Nyugat-Boszniában, valamint a muszlimok ellen Kelet-Boszniában és Szandzsákban követték el. Pontos számadatok nincsenek, de Zdravko Dizdar történész legfrissebb kutatásai szerint a csetnikek kb. 200 000 horvátot és 100 000 muszlimot öltek meg.

## Posztumusz amerikai elismerés
1944. második felében, amikor számos szövetséges bombázó repült át Szerbia felett távolabbi célpontok felé, Mihailović csetnikjei 417 szövetséges pilótát (ebből 343 amerikait) mentettek meg. Az időben nagyon igyekeztek megmutatni jó akaratukat és hasznosságukat a szövetségesek előtt, akik korábban már támogatásukat Tito partizánjainak adták át. Azonban a csetnikek német pilótákat is megmentettek és egyes esetekben általuk elfogott szövetséges pilótákat is átadtak a németeknek.
Richard L. Felman őrnagy és bajtársai hajthatatlansága miatt és Dwight D. Eisenhower tábornok írásbeli ajánlására, Harry S. Truman amerikai elnök posztumusz, Legion of Merit kitüntetését ítélt meg Draža Mihailovićnak, a lelőtt amerikai pilóták életének megmentéséért. A kitüntetést titokban adták át és a hírt nem hozták nyilvánosságra, nehogy megsértsék Titót és az új jugoszláv kommunista kormányt. Az Egyesült Államok érdeke az volt, hogy Jugoszlávia semleges maradjon és ne forduljon teljesen a Szovjetunió felé. Hatvan évvel később, 2005. május 9-én Gordana Mihailović, Draža Mihailović lánya, az amerikai katonai attasé belgrádi irodájában tartott ünnepségen – több életben maradt amerikai pilóta és George Voinovich szenátor jelenlétében – átvette apja kitüntetését.
Ugyanakkor ez az adat egyáltalán nem változtat azon, hogy a csetnik mozgalom quislingként működött, mely sokkal inkább csak megtévesztő illúziót tartott fenn arról, hogy ők valódi ellenállók.[Forrás???]

## Fordítás
- Ez a szócikk részben vagy egészben  a   Draža Mihailović című angol Wikipédia-szócikk ezen változatának fordításán alapul.  Az eredeti cikk szerkesztőit annak laptörténete sorolja fel. Ez a jelzés csupán a megfogalmazás eredetét és a szerzői jogokat jelzi, nem szolgál a cikkben szereplő információk forrásmegjelöléseként.
- Ez a szócikk részben vagy egészben  a   Dragoljub (Draža) Mihailović című horvát Wikipédia-szócikk ezen változatának fordításán alapul.  Az eredeti cikk szerkesztőit annak laptörténete sorolja fel. Ez a jelzés csupán a megfogalmazás eredetét és a szerzői jogokat jelzi, nem szolgál a cikkben szereplő információk forrásmegjelöléseként.